# Justitia japonica
Justitia japonica är en kräftdjursart som först beskrevs av Kubo 1955.  Justitia japonica ingår i släktet Justitia och familjen Palinuridae. Inga underarter finns listade i Catalogue of Life.